# 阿根廷鸊鷉
阿根廷鸊鷉（學名：Podiceps gallardoi）是一種中等大小的鸊鷉科鳥類。它們分佈在南美洲南部巴塔哥尼亞最偏遠的湖泊中，並會在同區的海岸過冬。它們長達34厘米，身體呈黑白色，無繁殖羽之分。

## 外部連結
- Animal Diversity Web （页面存档备份，存于）